# Rio Piracanjuba (vattendrag i Brasilien, Goiás, lat -18,21, long -48,81)
Rio Piracanjuba är ett vattendrag i Brasilien.   Det ligger i delstaten Goiás, i den sydöstra delen av landet, 290 km söder om huvudstaden Brasília.
Trakten runt Rio Piracanjuba består huvudsakligen av våtmarker. Runt Rio Piracanjuba är det mycket glesbefolkat, med 4 invånare per kvadratkilometer.